# 800
| 800                |
| ------------------ |
| Dødsfald - Fødsler |
|                    |

| Gregoriansk kalender | 800 DCCC                |
| Ab urbe condita      | 1553                    |
| Armensk kalender     | 249 ԹՎ ՄԽԹ              |
| Kinesiske kalender   | 3496 – 3497 己卯 – 庚辰 |
| Etiopisk kalender    | 792 – 793               |
| Jødisk kalender      | 4560 – 4561             |
| Hindukalendere       |                         |
| - Vikram Samvat      | 855 – 856               |
| - Shaka Samvat       | 722 – 723               |
| - Kali Yuga          | 3901 – 3902             |
| Iransk kalender      | 178 – 179               |
| Islamisk kalender    | 184 – 185               |

Se også 800 (tal)

## Begivenheder
- 25. december – Pave Leo 3. kroner Karl den Store som romersk kejser.